# Phallaria quaternaria
Phallaria quaternaria är en fjärilsart som beskrevs av Herrich-Schäffer 1858. Phallaria quaternaria ingår i släktet Phallaria och familjen mätare. Inga underarter finns listade i Catalogue of Life.